# 南長池
南長池（みなみながいけ）は、長野県長野市東部の地区（大字）。郵便番号は、381-0024。
長野市役所古牧支所の管内である。

## 概要
地区の南部を長野県道58号長野須坂インター線（エムウェーブ大通り）が東西に走り、西部を長野県道375号大豆島東和田線が南北に走る。周囲は以下の大字・町丁と接する。
古牧地区の中でも市街化区域から外れた田畑の多く残る地区であるが、地区南部のエムウェーブ大通り沿いには大型店舗や工業団地が立地し、地区北部では西尾張部から連続して宅地化が進んでいる。
慶長年間の瀬替えまでは裾花川がこの地を流れており、乱流した川筋の跡が長い池となったことが地名の由来と考えられる。現在の綿半長池店付近には、裾花川の船着き場があったとされる。
地区内の人口および世帯数は、609世帯 1,436人（令和5年3月1日現在）。

## 沿革
大字南長池の範囲は、概ね1889年（明治22年）以前の上水内郡南長池村域に相当する。
- 江戸時代 - 水内郡南長池村は松代藩領であった
- 1879年（明治12年）1月4日 - 郡区町村編制法施行。南長池村は上水内郡に属する
- 1889年（明治22年）4月1日 - 町村制施行。上水内郡南長池村、同郡西尾張部村・高田村・東和田村・西和田村・平林村と合併、三輪村の一部（荒屋）を編入。古牧村となる
- 1923年（大正12年）7月1日 - 上水内郡古牧村、同郡吉田町・芹田村・三輪村とともに長野市に編入。旧南長池村域は、大字南長池となる
- 2012年（平成24年）11月1日 - 地区内に長野市消防局中央消防署東部分署（現 鶴賀消防署東部分署）が新設される

## 交通
路線バス
地区北部では、アルピコ交通（川中島バス）の以下の路線系統が利用できる。
- アルピコ交通（川中島バス）
  - 45 長野駅 - 市役所前 - 古牧小学校前 - 北屋島
  - 104 長野バスターミナル ← 県庁前 ← 市役所前 ← 古牧小学校前 ← 北屋島

地区南部では、エムウェーブ大通りを走る長電バスの以下の路線系統が利用できる。
- 長電バス
  - 82 長野駅 - 長野駅東口 - 屋島 - 須坂駅
  - 82B 長野駅 - 長野駅東口 - 屋島 - 綿内駅

## 施設
- 長野信用金庫 長池支店
- 八十二銀行 南長池支店
- 綿半ホームエイド 本社
  - 綿半スーパーセンター 長池店
- つちや 本社
  - 事務キチ 長野店
- 長野県折込広告センター
- 長野市第二東部工業団地
  - 三菱電機長野工場跡
- 鶴賀消防署 東部分署
- 長野県トラック会館
- 長池神社

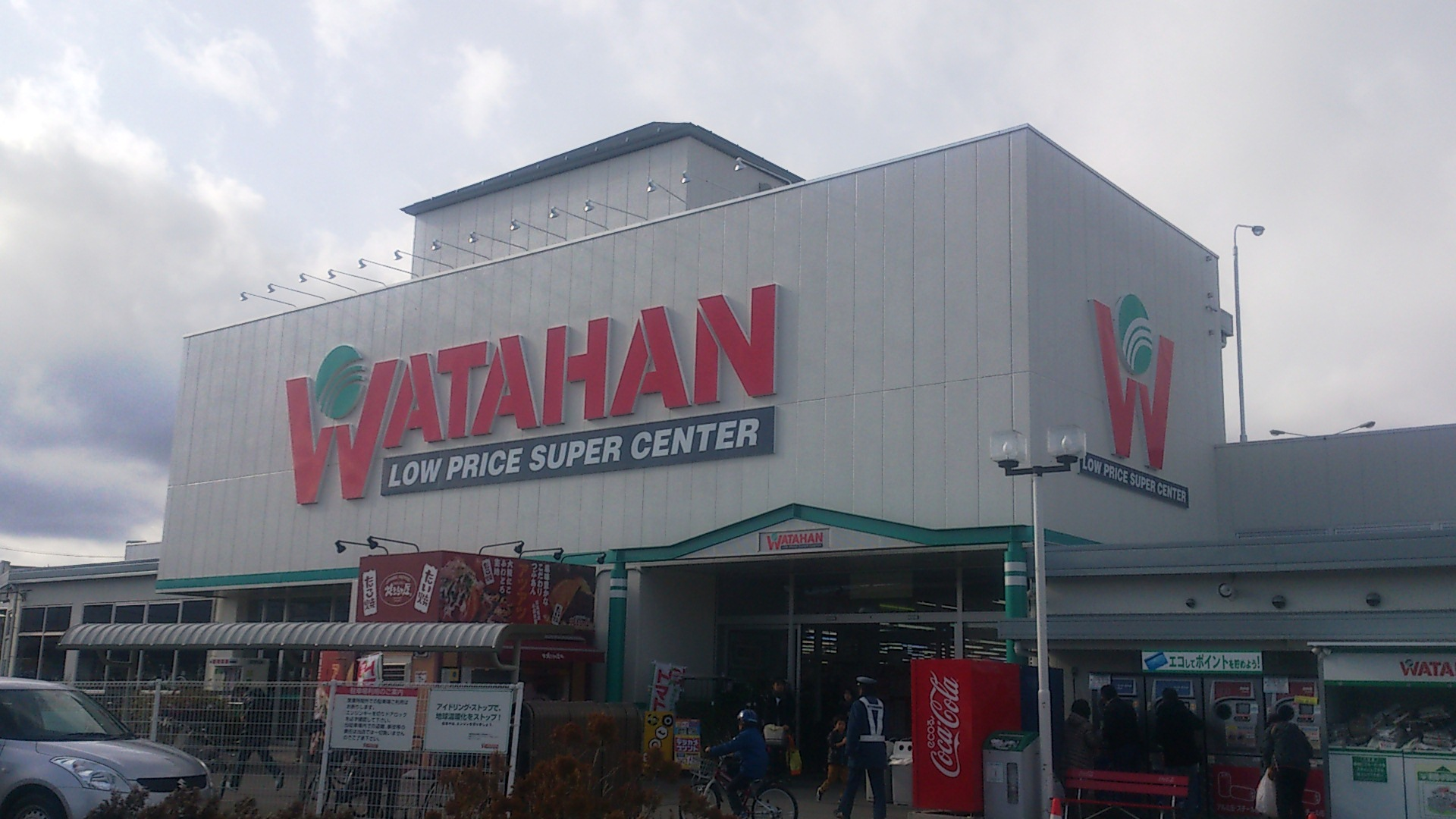
綿半スーパーセンター長池店

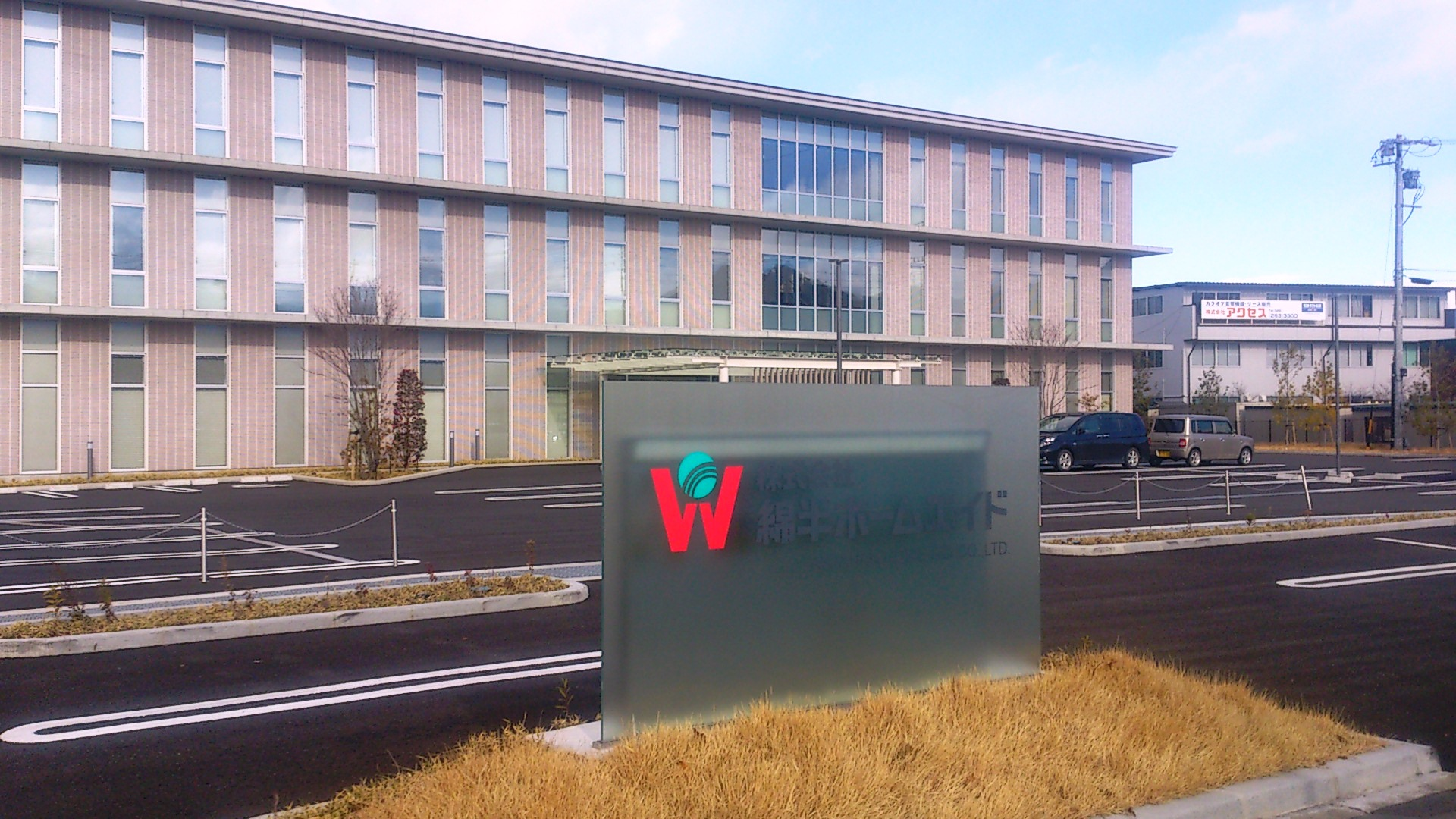
綿半ホームエイド 本社

- 蓮證寺 - もともと西尾張部にある光蓮寺の塔頭だったが、1879年（明治12年）現在地に移転した[4]。